# Put-in-Bay
Put-in-Bay é uma vila localizada no estado norte-americano de Ohio, no Condado de Ottawa. É célebre por ter sido o local da Batalha do Lago Erie em 1813.

## Demografia
Segundo o censo norte-americano de 2000, a sua população era de 128 habitantes.
Em 2006, foi estimada uma população de 130, um aumento de 2 (1.6%).

## Geografia
De acordo com o United States Census Bureau tem uma área de
1,7 km², dos quais 1,2 km² cobertos por terra e 0,5 km² cobertos por água. Put-in-Bay localiza-se a aproximadamente 176 m acima do nível do mar.

## Localidades na vizinhança
O diagrama seguinte representa as localidades num raio de 28 km ao redor de Put-in-Bay.